# Транспорт в Естония
Най-голямо значение за икономиката на Естония има автомобилният транспорт (85% от товарите и 70% от пътническите превози). Дължината на шосетата е 15 хил. км.
Железопътният транспорт осигурява около ¼ от превозите на пътници. Дължината на жп линиите е 1520 км. По-важните жп линии са:
- Нарва – Талин – Хаапсалу,
- Талин – Пярну,
- Талин – Тарту и др.

Чрез морския транспорт се осъществява ½ от външната търговия на Естония. Най-голямо пристанище е Талин, но с международно значение са също Кингисеп, Пярну, Хаапсалу и др.